# Victoria (godin)

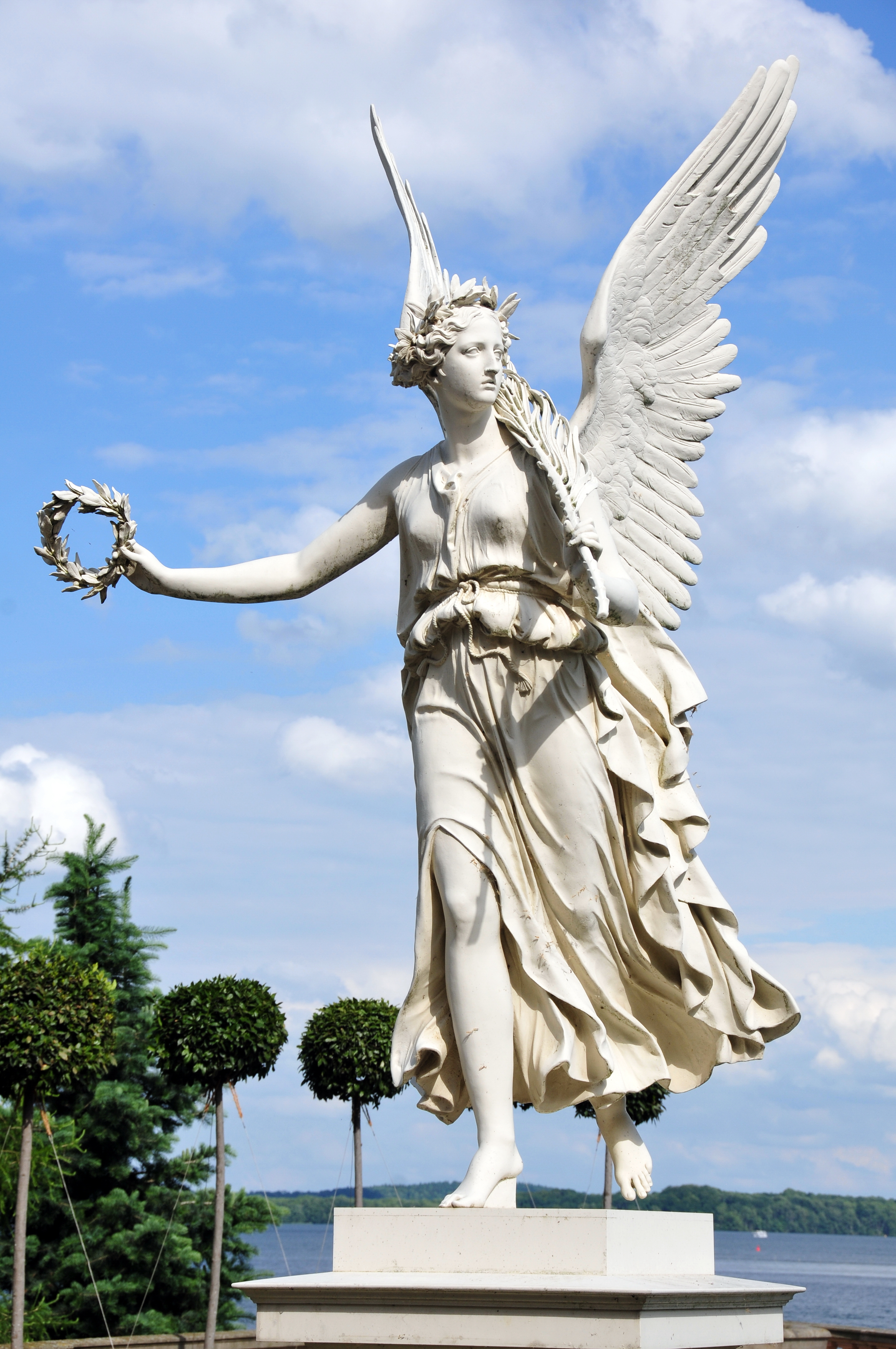

Victoria was in de Romeinse mythologie de gepersonificeerde godin van de overwinning en werd als vanzelf verbonden met de god Mars. Zij won in het Oude Rome, waar zij reeds vanaf de oudste tijden was vereerd, steeds meer aan betekenis naarmate het Romeinse leger het gebied uitbreidde.

## Afbeelding en cultus
Onder zeer verschillende gedaanten werd zij voorgesteld. De bekendste is die van het beeld dat keizer Augustus aan haar wijdde: een jeugdige, schone, gevleugelde jonge vrouw, op een bol staand met een krans van palmbladeren in de handen. Dat beeld stond in de Curia Julia, waar de Senaat vergaderde, tot aan de tijd waarin de Romeinse godsdienst voor het christendom plaats moest maken. Keizer Gratianus liet in 382 n.Chr. het Victoria-altaar opruimen, wat op groot verzet stuitte. Tevergeefs smeekten de oudsten van de senatoren, om toch het beeld in ere te houden dat hun reeds als knapen dierbaar was geweest, en bij de onzekerheid die omtrent de godsdienst heerste de instellingen van de vaderen, waardoor Rome de wereld had veroverd, niet te laten vervallen. De keizer volhardde in zijn besluit.
Haar verering schijnt te allen tijde in Italië algemeen te zijn geweest. Bij de Sabijnse stad Cutiliae lag een meertje, waarvan het water genezende kracht had. Het daarin gelegen eiland was aan Victoria gewijd.
Verschillende veldheren stichtten naar aanleiding van door hen behaalde overwinningen afzonderlijke spelen ter ere van haar. Op tal van munten, die tot in onze tijd bewaard zijn gebleven, staat haar beeld, dat de Romeinen daarop gestempeld hebben, in de waan dat hun voor eeuwig de overwinning zou beschoren zijn.

## In andere mythologieën
Victoria is het Romeins equivalent van de Griekse godin Nikè (Nike), en werd geassocieerd met Bellona. Het was een aangepaste weergave van de Sabijnse vruchtbaarheidsgodin Vacuna en had een tempel op de Palatijn. De godin Vica Pota werd soms ook met Victoria gelijkgesteld.
Anders dan de Griekse Nikè, die bekendstond voor overwinningen bij atletiekspelen zoals wagenrennen, was Victoria het symbool van overwinning op de dood en was zij het die bepaalde wie de oorlog zou winnen. Zij werd doorgaans vereerd door triomferende generaals, wanneer die uit de oorlog terugkeerden.
Victoria komt veel voor op Romeinse munten, juwelen, in de architectuur en andere kunstvormen. Men beeldt haar vaak af met een strijdwagen, zoals zij op de Brandenburgse Poort in Berlijn in een quadriga is te zien.

## Afbeeldingen

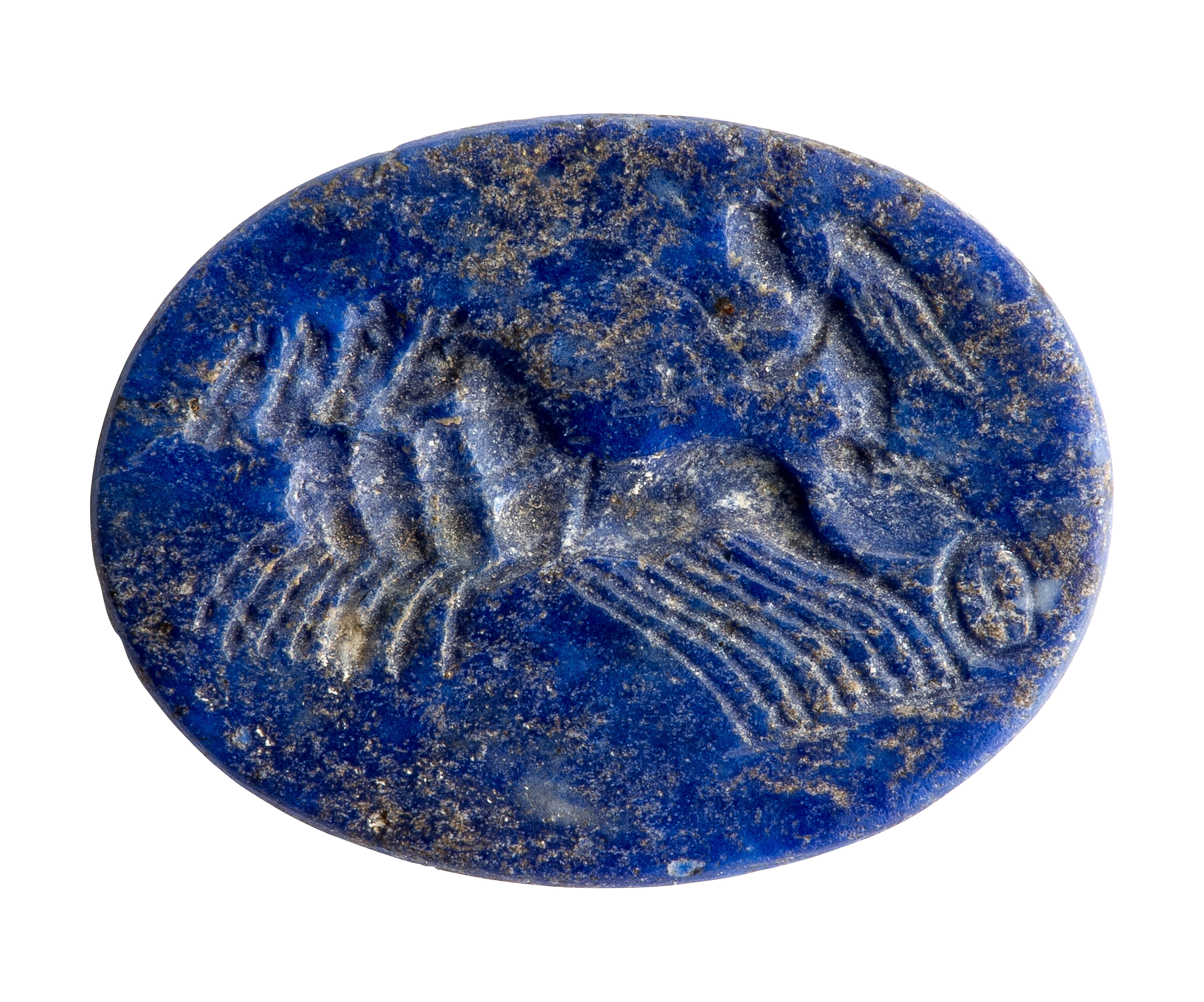
Romeinse gem in lapis lazuli met afbeelding van Victoria op een wagen, 2de eeuw, gevonden in Tongeren, Gallo-Romeins Museum (Tongeren)
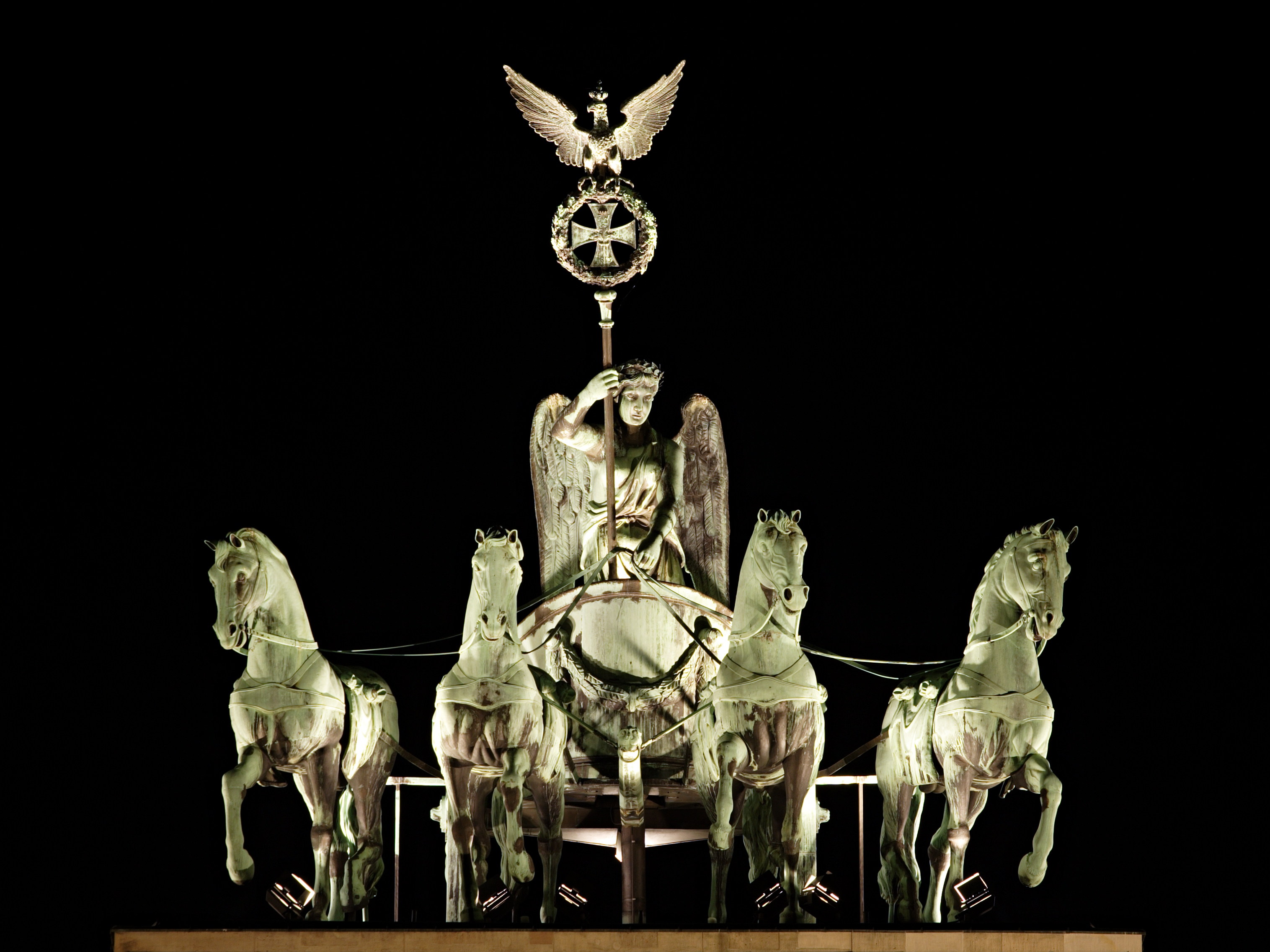
Brandenburger Poort quadriga bij nacht